# Ius gentium
Ius gentium o jus gentium, el derecho de  gentes, en un sentido restringido comprende las instituciones del derecho romano de las que pueden participar los extranjeros (peregrini) que tenían tratos con Roma y sus ciudadanos (cives), por lo que supone una complementación del ius civile, para aplicarlo con individuos que no ostentaran la ciudadanía romana. En sentido propiamente moderno, el ius gentium es sobre todo una elaboración de la Escuela de Salamanca.
Al principio sólo existía un pretor, pero cuando Roma comienza a expandirse y a tener relaciones con otros países, se ve la necesidad de crear otro, así en el año 242 a. C. se crea la magistratura del Praetor Peregrinus, que atendía los casos en los que exclusivamente intervinieran no ciudadanos. Al crearse esta nueva magistratura comenzó a llamarse al anterior pretor como Praetor Urbanus, dedicado a juzgar los asuntos en los que participasen ciudadanos romanos. Los casos tratados eran bastante variados, pero la mayoría derivaban de asuntos comerciales. Así, las relaciones comerciales obligaron a la creación del precedente del llamado derecho contractual, un derecho ultro citroque obligatio (que obliga a ambas partes), a partir del cual nace el ius gentium.
El proceso intelectual, jurídico y político del derecho de gentes modernamente se desarrolla y culmina en la Escuela de Salamanca.

## Concepto
En un sentido amplio, el derecho de gentes trata de reglas básicas para el entendimiento aplicables a todas las colonias y provincias romanas, designando la parte del derecho público referida a las relaciones de Roma con estas (los tratados de paz o de alianza y las normas de la guerra), es decir, el equivalente al "derecho internacional", aunque no se puede hablar propiamente de tal, toda vez que en Roma no se había acuñado el concepto de nación.
Aunque en algunos aspectos el derecho de gentes pueda coincidir con el derecho natural, se trata de dos conceptos diferentes, ya que instituciones del derecho de gentes, aceptadas en la antigüedad y algunas otras épocas históricas, como la esclavitud, no se compadecen con el derecho natural, el cual a su vez reconoce derechos a la persona humana que el derecho de gentes no contempla.

«Todos los pueblos se rigen por leyes y costumbres y usan en parte su propio derecho y en parte el derecho común de todos los hombres; pues el derecho que cada pueblo establece para sí, ese es suyo propio, y se llama derecho civil (...); en cambio, el que la razón natural establece entre todos los hombres, ése observa uniformemente entre todos los pueblos y se llama derecho de gentes, como si dijéramos que es el derecho que usan todas las naciones».
Gayo.

A partir de Grocio, que sintetiza a Francisco de Vitoria y Francisco Suárez, se entiende por derecho de gentes la norma no escrita que regula las relaciones entre los Estados o las relaciones entre los ciudadanos de diferentes Estados, o sea, el derecho natural internacional.

## Historia
El origen del derecho de gentes se produce en el siglo III a. C. por dos circunstancias: la internacionalización de Roma por la expansión política y económica y, la creación de la estructura unipersonal de la pretura, la única de las magistraturas que no había sido colegiada tras las Leges Liciniae-Sextiae (también llamadas Ley Licinia).
El ius gentium rellenó el vacío jurídico existente frente a los extranjeros (llamados peregrinos), ya que los tratados con las ciudades extranjeras no otorgaban una protección a las mismas, de este modo, los extranjeros no eran regulados por el ius civile (derecho civil). El praetor peregrino fue el encargado jurídico de los extranjeros cuando el flujo de éstos se hizo más asiduo y de los tratados con los mismos.
Cabe destacar que el pretor peregrino poseía una amplia libertad de acción comparado con el formalismo del ius civile. El derecho de gentes se constituyó en una especie de derecho común de los pueblos, confundiéndose con la noción de derecho natural que había sido heredado de los griegos.
Con las relaciones patrimoniales inter vivos, que eran de suma importancia para el comercio romano, se dio el abandono del riguroso formalismo romano, sustituyéndolo por el flexible derecho de gentes. De aquí se desprenderán contrataciones desprovistas de formas solemnes como el contrato de préstamo, depósito, prenda, compraventa, arrendamiento, sociedad y mandato; como también de adquisiciones de propiedades por tradición, ocupación y accesión y reglas del parentesco entre consanguíneos.
Ya a mediados del siglo V a. C. y por influencia del sofista griego Antifonte, algunos juristas comenzaron a considerar al hombre como libre por naturaleza, tomando de esta forma a la esclavitud y su comercio como ius gentium pero no como ius naturale. La separación del derecho natural por considerar libre al hombre por nacimiento es la que diferencia al derecho de gentes considerándolo como consuetudinario, mas no como algo natural.
Se añadió los conceptos que el ius gentium puede ser ius civile, pero no todo derecho civil será derecho de gentes. Gayo distinguirá del derecho de gentes como ius commune (derecho común) de todos los pueblos, contrapuesto al ius civile exclusivo de los ciudadanos romanos.
En épocas postclásicas, el ius gentium se referirá al derecho público (ius publicum), sobre todo en los casos de guerras las cuales eran la causa principal de la esclavitud en esos momentos. Así, adquirirá la forma de "derecho de la guerra y de la paz", elaborado principalmente por Francisco Suárez, y que a partir del siglo XIX comenzará a denominarse "Derecho Internacional Público".

### Utilización delius gentium
Los llamados peregrini dedicticii, que eran extranjeros con territorios conquistados por los romanos que, por no haberse rendido incondicionalmente los privaron de sus leyes propias y se las reemplazó por el ius gentium. Aun así, tenían prohibida la residencia en Roma y a cien millas alrededor y frecuentemente debían pagar un tributo especial. Contaban con escasos derechos como el de casamiento (ius connubii) y el de comercio (ius commercium).
Asimismo, los peregrinos no podían ser propietarios mediante el derecho quiritario, aun cuando poseían el ius commercii. Sin embargo poseían haciendas privadas, llamadas "propiedad peregrina", reguladas por el derecho de gentes, así tanto los gobernadores provinciales como el pretor peregrino protegían estas propiedades mediante acciones análogas bajo el derecho quiritario. Recién con el emperador Caracalla desaparecerá la condición de extranjero y se unifica a la propiedad peregrina.

### Diferencias de conceptos
A lo largo de los siglos se ha producido una desviación semántica del significado del ius gentium como originalmente se concibió. Entre los clásicos podemos encontrar que Justiniano en sus «Institutas» lo concebía como dentro del derecho privado, junto al derecho civil y al derecho natural; Cicerón lo denominó quasi-civile ius en «De finibus» y, al igual que Gayo, lo equipararía con el ius naturale en «De officiis».
Por su parte, Ulpiano en las «Institutas» distinguiría entre los derechos de los hombres y los derechos de los animales, dando la diferenciación entre el ius gentium y el natural. Santo Tomás de Aquino en «Suma Teológica» distinguirá entre el derecho de los seres animados, del hombre, del género humano, los derechos entre naciones y como el derecho de gentes.
Así, por la tradición escolástica de los teólogos y jurisconsultos de los siglos XVI y XVII tardíamente reconocerían al ius gentium como referido exclusivamente al derecho entre los diferentes Estados. En contra de lo tradicional, Hugo Grocio afirma que el derecho de gentes existe y que posee tres fuentes: la naturaleza, la voluntad de Dios y el consentimiento. Christian Wolff consideraría al derecho de gentes como el derecho civil de la civitas maxima, la sociedad de naciones, siendo uno de los primeros en señalar al derecho de gentes por sobre el de las naciones. Jean Bodin expresa al derecho de gentes como el que abarca los derechos esenciales del hombre, los acuerdos de los pueblos en el derecho internacional y lo considera cercano a lo que actualmente se denomina derecho humanitario. Bodin, lo yuxtapone a las relaciones voluntarias y le da carácter de orden público que contiene principios comunes a la ley de Dios, ante los cuales los derechos deben doblegarse.

### Desarrollo moderno: Escuela de Salamanca
El desarrollo moderno del "derecho de gentes" es principalmente creación española: tras el precedente de Isidoro de Sevilla, arranca sobre todo de Alonso de Madrigal, llamado 'El Tostado', y cristaliza en Francisco de Vitoria, principal maestro fundador de la Escuela de Salamanca, corriente de pensamiento que afrontó con genialidad el curso inicial de la problemática moral, política y económica de los tiempos de la primera globalización, suscitada por el descubrimiento del Nuevo Mundo. 
Este proceso de pensamiento culmina en Francisco Suárez. Éste, que elabora categorizaciones muy perfiladas, distingue entre el ius inter gentes y el ius intra gentes. El ius inter gentes, correspondiente al derecho internacional moderno, era común a la mayoría de países (por ser un derecho positivo, no natural, y por ello no obligatorio a todos los pueblos), mientras que el ius intra gentes o derecho civil es específico de cada nación.